# Mary Church Terrell
Mary Church Terrell (Memphis, 23 settembre 1863 – Annapolis, 24 luglio 1954) è stata un'attivista e giornalista statunitense.
È stata una delle prime donne afroamericane a conseguire una laurea universitaria e divenne nota come attivista per i diritti civili e il suffragio. Insegnò al dipartimento di latino della scuola M Street (ora conosciuta come Paul Laurence Dunbar High School), la prima scuola superiore pubblica afroamericana della nazione, a Washington. Nel 1896 fu la prima donna afroamericana negli Stati Uniti ad essere nominata nel consiglio scolastico di una grande città, prestando servizio nel Distretto di Columbia fino al 1906. Terrell fu un membro fondatore della National Association for the Advancement of Colored People (1909) e della Colored Women's League di Washington (1894). Contribuì a fondare l'Associazione Nazionale delle Donne di Colore (1896) e ne fu il primo presidente; inoltre fu membro fondatore della National Association of College Women (1910).

## Vita e formazione

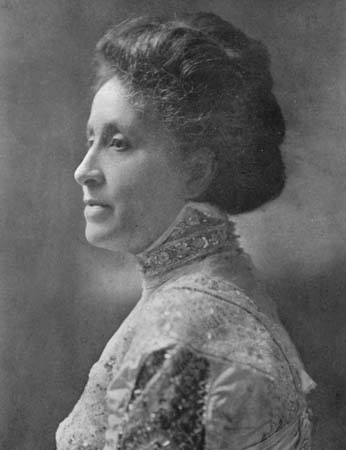
Mary Church Terrell

Mary Church Terrell nacque nel 1863 a Memphis, nel Tennessee, da Robert Reed Church e Louisa Ayres, entrambi schiavi liberati di discendenza razziale mista. I suoi genitori erano membri di spicco dell'élite nera di Memphis. Sua nonna paterna era di origini malgasce e bianche e suo nonno paterno era il capitano Charles B. Church, un bianco della Virginia proprietario e gestore di un piroscafo, che permise a suo figlio Robert Church - il padre di Mary - di tenere per sé il salario che guadagnava come steward sulla sua nave. Il giovane Church continuò ad accumulare ricchezze investendo in immobili e acquistò la sua prima proprietà a Memphis nel 1862. Fece fortuna acquistando proprietà dopo lo spopolamento della città in seguito all'epidemia di febbre gialla del 1878. È considerato il primo milionario afroamericano del sud degli Stati Uniti.
Si ritiene che la madre di Terrell, Louisa Ayres, sia stata una delle prime donne afroamericane ad aprire e a gestire un salone di parrucchiere, frequentato da residenti benestanti di Memphis. Ad ogni modo, Ayres era un'imprenditrice di successo in un momento in cui la maggior parte delle donne non aveva alcuna attività. Le si attribuisce il merito di aver incoraggiato sua figlia a frequentare l'Antioch College Model School a Yellow Springs, nell'Ohio, per l'istruzione elementare e secondaria, perché le scuole di Memphis non erano adeguate. Mary frequentò l'Antioch College Model School dal 1870 al 1874, a partire dall'età di sette anni. Quando aveva dodici anni, iniziò il liceo a Oberlin, sempre in Ohio, dove sarebbe rimasta durante gli anni dell'università.
Mary Church Terrell e suo fratello nacquero dal primo matrimonio del padre, che si concluse con il divorzio. I loro fratellastri, Robert Jr. e Annette, nacquero dalla seconda moglie di Robert Sr., Anna Wright. Robert Church in seguito si sposò una terza volta.
Terrell si laureò in lettere classiche all'Oberlin College, la prima università negli Stati Uniti ad accettare studentesse e afroamericani. Fu una delle prime donne afroamericane a frequentare l'istituto. I suoi compagni del primo anno universitario la nominarono poeta della classe e fu eletta in due delle società letterarie del college. Lavorò inoltre come redattrice del giornale universitario, The Oberlin Review. Terrell si laureò nel 1884. Conseguì la laurea in lettere classiche seguendo il "percorso dei gentiluomini", costituito da quattro anni interi di studio anziché i soliti due anni per le donne; scrisse che alcuni dei suoi amici cercarono di dissuaderla dal prendere questa laurea, che richiedeva lo studio del greco, sulla base del fatto che "il greco era difficile... non era necessario, se non decisamente poco femminile, che le ragazze studiassero quella 'lingua vecchia e morta' comunque... dove... troverai un uomo di colore che ha studiato greco?". Si laureò insieme alle celebri intellettuali afroamericane Anna Julia Cooper e Ida Gibbs Hunt. Insieme, queste tre laureate dell'Oberlin divennero colleghe per tutta la vita e attiviste altamente stimate nel movimento verso l'uguaglianza razziale e la parità di genere negli Stati Uniti. Continuando i suoi studi a Oberlin, Terrell ottenne il master in Istruzione quattro anni dopo, nel 1888, diventando (insieme ad Anna Julia Cooper) una delle prime due donne di colore a conseguire un Master.

## Carriera

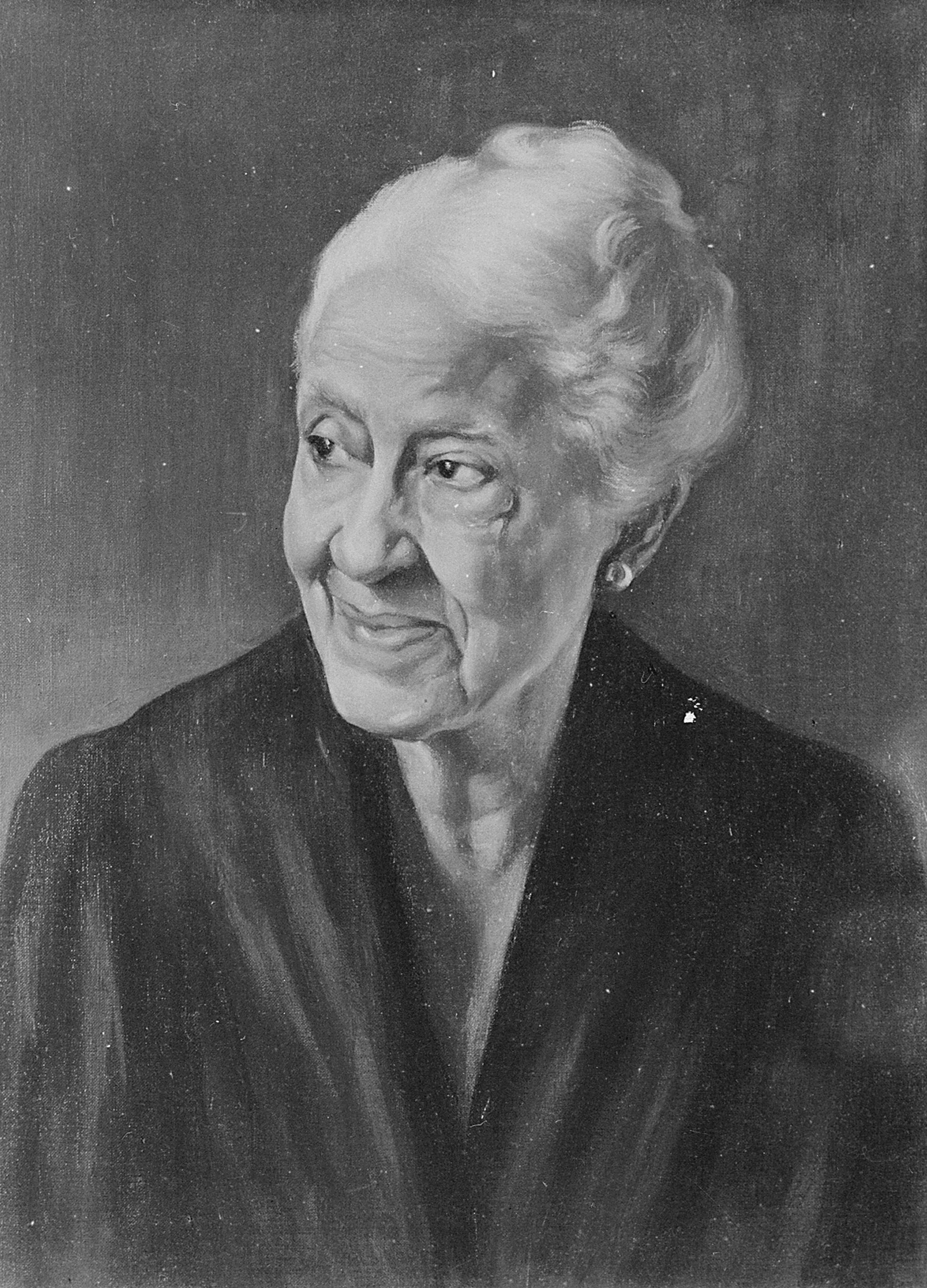
Ritratto di Mary Church Terrell, opera di Betsy Graves Reyneau, 1888–1964

Terrell iniziò la sua carriera nel campo dell'istruzione nel 1885, insegnando lingue moderne alla Wilberforce University, una università storicamente nera fondata in collaborazione dalla Chiesa metodista dell'Ohio e dalla 'Chiesa episcopale metodista africana'. In seguito si trasferì a Washington per ricoprire un incarico nel dipartimento di latino presso la M Street School. Dopo aver insegnato per un certo periodo, studiò in Europa per due anni a partire dal 1888, dove raggiunse un livello fluente in francese, tedesco e italiano. Nel 1891 l'Oberlin College le propose il ruolo di responsabile delle iscrizioni e delle lauree, il che l'avrebbe resa la prima donna di colore a ricoprire tale posizione; tuttavia rifiutò. Quando sposò Robert H. Terrell nel 1891 fu costretta a dimettersi dal suo incarico alla M Street School dove insegnava anche il suo nuovo marito. Nel 1895 fu nominata sovrintendente della Dunbar High School, diventando la prima donna a detenere questo incarico.
Dopo il soggiorno in Europa, Terrell spostò la sua attenzione dall'insegnamento all'attivismo sociale per concentrarsi soprattutto sull'emancipazione delle donne nere. Scrisse anche abbondantemente, compresa un'autobiografia, e suoi scritti furono pubblicati in diverse riviste. "Il linciaggio dal punto di vista di un Negro" (Lynching from a Negro's Point of View), pubblicato nel 1904, fa parte della sua lunga lista di pubblicazioni in cui tenta di smantellare la narrazione distorta del perché gli uomini di colore siano vittime di linciaggi, e espone numerosi fatti a sostegno delle sue affermazioni.
L'autobiografia di Terrell, "Una donna di colore in un mondo bianco" (A Colored Woman in a White World) del 1940, racconta le sue esperienze personali con il razzismo.

## Attivismo

### Club di donne nere e Associazione nazionale delle donne di colore
Nel 1892 Terrell, Helen Appo Cook, Ida B. Wells-Barnett, Anna Julie Cooper, Charlotte Forten Grimké, Mary Jane Patterson, Fannie Barrier Williams ed Evelyn Shaw fondarono la Coloured Women's League a Washington. Gli obiettivi del club, orientato al servizio, erano di promuovere l'unità, il progresso sociale e i migliori interessi della comunità afroamericana. Cook ne fu eletta presidente. La Coloured Women's League contribuì a migliorare la vita delle donne nere istruite. Nello stesso periodo, un gruppo di donne nere progressiste si stava riunendo a Boston, sotto la direzione della suffragista e intellettuale Josephine St. Pierre Ruffin con il nome di Federazione delle Donne Afro-Americane. Poiché entrambe le organizzazioni avevano ambizioni e pubblico simili, Terrell e Ruffin decisero di unire gli sforzi loro e di centinaia di altre organizzazioni per raggiungere un pubblico più ampio di lavoratrici, studentesse e attiviste di colore. Da questa unione prese corpo l'Associazione Nazionale delle Donne di Colore (National Association of Colored Women, NACW), che divenne la prima organizzazione nazionale laica dedicata al sostegno delle donne nere in America. Il motto del NACW è "Sollevare mentre saliamo". e miravano a creare solidarietà tra le donne di colore combattendo la discriminazione razziale. Terrell fu eletta due volte presidente e dopo aver rifiutato una terza rielezione fu nominata presidente onorario.
Sempre nel 1896, Terrell fondò la National Association of College Women, che in seguito divenne la National Association of University Women (NAUW). Questa iniziò un programma di formazione e una scuola materna, prima che questi venissero inclusi nelle scuole pubbliche di Washington.
Aggiungendosi ai suoi successi come preside, il successo delle iniziative educative della Lega portò alla nomina di Terrell al provveditorato del Distretto di Columbia, ruolo che ricoprì dal 1895 al 1906. Fu la prima donna di colore negli Stati Uniti ad avere tale incarico.

### La lotta per il suffragio delle donne nere
Già fervente suffragista durante i suoi anni da studentessa dell'Oberlin, Terrell continuò a essere attiva negli eventi all'interno dei circoli suffragisti nella National American Woman Suffrage Association. Attraverso questi incontri conobbe Susan B. Anthony, con cui Terrell si legò in quella che descrive nella sua biografia come "una amicizia deliziosa e utile", che durò fino alla morte di Anthony nel 1906. Terrell conobbe anche Lucrettia Mott ed Elizabeth Cady Stanton nel 1893, più o meno nello stesso periodo in cui incontrò Susan B. Anthony. L'attività di Terrell nella NAWSA fu spinta dal desiderio di creare un gruppo organizzativo formale tra donne nere in America per affrontare le questioni del linciaggio, la privazione dei diritti civili su basi razziali e lo sviluppo della riforma educativa. Essendo una delle poche donne afroamericane a cui fu permesso di partecipare alle riunioni della NAWSA, Terrell parlò esplicitamente delle ingiustizie e dei problemi all'interno della comunità afro-americana.
Il 18 febbraio 1898 Terrell tenne un discorso intitolato "Il progresso delle donne di colore" alla sessione biennale della National American Woman Suffrage Association a Washington. Questo discorso era un invito all'azione per la NAWSA a combattere per la vita delle donne nere. Il discorso fu molto bene accolto da parte dell'Associazione e delle testate giornalistiche nere, portando in seguito Terrell ad essere invitata di nuovo come ambasciatrice (nera) dell'Associazione, ruolo non ufficiale. Sebbene molte donne nere fossero impegnate e coinvolte nella lotta per il diritto di voto delle donne americane, la NAWSA non permise alle donne nere di creare una propria sezione all'interno dell'organizzazione. Terrell continuò a tenere altri discorsi, come "Nell'unione c'è la forza", che discuteva della necessità di unità tra i neri, e "Che cosa vuol dire essere di colore nella capitale degli Stati Uniti", in cui trattava le proprie lotte personali che aveva affrontato come donna afroamericana a Washington. Terrell si rivolse anche alla Seneca Falls Historical Society nel 1908 e lodò il lavoro delle suffragiste donne che combattevano per tutte le razze e i generi insieme alle loro cause principali.
In Una donna di colore in un mondo bianco, Terrell ricorda come fu in grado di passare attraverso i suoi anni universitari all'Oberlin, frequentato prevalentemente da bianchi, con una certa facilità grazie all'ambiguità della sua appartenenza razziale. Negli anni successivi, si può notare che interpretò la sua capacità di movimento, in quanto donna afroamericana a volte considerata bianca, come necessaria per creare maggiori legami tra afroamericani e americani bianchi, portandola così a diventare una voce attiva nella NAWSA.
Nel 1913 la NAWSA tenne una manifestazione per il suffragio in cui Terrell guidò le donne del Delta Sigma Theta Sorority della Howard University.
Attiva nel Partito Repubblicano, fu presidente della Lega repubblicana delle donne durante la campagna presidenziale del 1920 di Warren G. Harding e la prima elezione in cui fu concesso il diritto di voto alle donne statunitensi, principalmente bianche. Gli stati del sud avevano infatti approvato una serie di leggi, tra il 1890 e il 1908, riguardo l'iscrizione ai registri degli elettori e il sistema di voto che di fatto privavano gli afroamericani del diritto di voto. Queste restrizioni furono completamente superate solo dopo l'approvazione da parte del Congresso della legge sui diritti di voto del 1965.

### Integrazione
Gli storici hanno generalmente sottolineato il ruolo di Terrell come leader della comunità e attivista per i diritti civili e per i diritti delle donne durante l'era progressista.
Ebbe anche una fortunata carriera come giornalista (si definiva tale). Usando lo pseudonimo Euphemia Kirk, pubblicò sia su giornali bianchi sia su giornali neri per promuovere il movimento del club delle donne afroamericane. Scrisse per numerosi giornali "pubblicati da persone di colore o nell'interesse di persone di colore", come l'AME Church Review di Filadelfia; il Southern Workman di Hampton; l'Indianapolis Freeman; l'Afro-american di Baltimora; il Washington Tribune; il Chicago Defender; il New York Age; la Voice of the Negro; il Women's World e il Norfolk Journal and Guide. Fu pubblicata anche sul Washington Evening Star e sul Washington Post.
Terrell coordinò il movimento dei club delle donne afroamericane con la più ampia lotta delle donne e degli uomini neri per l'uguaglianza. Nel 1892 fu eletta prima donna presidente dell'importante organizzazione di discussione culturale nera di Washington Bethel Literary and Historical Society.
Tramite suo padre, Terrell incontrò Booker T. Washington, direttore dell'influente Tuskegee Institute in Alabama. All'età di 17 anni, quando era iscritta all'Oberlin, incontrò anche l'attivista Frederick Douglass al gala inaugurale del presidente James Garfield. Fu particolarmente vicina a Douglass e lavorò con lui in diverse campagne per i diritti civili. Una di queste campagne comprende una petizione firmata sia da Terrell sia da Douglass, nel 1893, nella speranza di poter rilasciare dichiarazioni in tribunale riguardo casi in cui in alcuni stati non era garantito un processo giusto alle persone nere. Poco dopo il suo matrimonio con Robert Terrell, aveva preso in considerazione di ritirarsi dall'attivismo per concentrarsi sulla vita familiare. Douglass, sostenendo che il suo talento era troppo grande per rimanere inutilizzato, la convinse a continuare il suo impegno pubblico.
Nel 1904 Terrell fu invitata a parlare al Congresso internazionale delle donne, tenutosi a Berlino. Era l'unica donna nera alla conferenza. Fu accolta da un'entusiasta ovazione quando rese onore alla nazione ospitante pronunciando il suo discorso in tedesco. Ripeté il discorso in francese e concluse con la versione inglese.
Nel 1909 Terrell era una delle due donne di colore (l'altra era la giornalista Ida B. Wells-Barnett) invitate a firmare la "Chiamata" e a partecipare alla prima riunione organizzativa della National Association for the Advancement of Colored People (NAACP), diventandone socio fondatore. Nel 1913-1914 contribuì a organizzare l'associazione femminile Delta Sigma Theta. Più di un quarto di secolo dopo diede un aiuto a scrivere lo statuto dell'associazione, che istituiva un codice di condotta per le donne nere.
Nella prima guerra mondiale Terrell prese parte al War Camp Community Service, che forniva supporto morale ai militari. Successivamente si interessò alle questioni relative alla smobilitazione dei militari neri. Mentre la guerra stava finendo, Terrell e sua figlia Phyllis si unirono ad Alice Paul e Lucy Burns, della Congressional Union for Woman Suffrage (CUWS), per manifestare con picchetti davanti alla Casa Bianca riguardo al bisogno di lavoro per i veterani neri. Terrell fu una delegata alla Conferenza internazionale per la pace dopo la fine della guerra. Mentre era in Inghilterra, fu ospite di H. G. Wells e di sua moglie.
Nel 1950 iniziò una battaglia, coronata alla fine da successo, per porre fine alla segregazione razziale nei luoghi di ristorazione nel Distretto di Columbia. Negli anni 1890 il Distretto di Columbia aveva formalizzato la segregazione, così come gli stati del sud degli Stati Uniti. Prima di allora, le leggi locali sull'integrazione risalenti agli anni 1870 richiedevano a tutti i proprietari di ristoranti "di servire qualsiasi persona rispettabile e ben educata indipendentemente dal colore, rischiando in caso contrario una multa di 1 000 dollari e il ritiro della licenza". Nel 1949 Terrell e i colleghi Clark F. King, Essie Thompson e Arthur F. Elmer entrarono nel segregato ristorante Thompson. Quando fu loro rifiutato il servizio, intentarono immediatamente una causa. L'avvocato Ringgold Hart, che rappresentava il ristorante Thompson, sostenne che le leggi distrettuali erano incostituzionali e in seguito vinse la causa contro la segregazione dei ristoranti. Nei tre anni di attesa di una decisione nella causa contro il ristorante Thompson, Terrell prese di mira altri ristoranti. Le sue tattiche includevano boicottaggi, picchettaggi e sit-in. Infine, l'8 giugno 1953, il tribunale stabilì che i luoghi di ristorazione segregati a Washington erano contro la costituzione. Terrell era una leader e portavoce del Comitato di coordinamento per l'applicazione delle leggi anti-discriminazione del Distretto di Columbia, fatto che le diede la visibilità per condurre a buon fine questo caso.
Anche dopo gli 80 anni, Terrell continuò a partecipare a picchetti, protestando contro la segregazione di ristoranti e teatri. Durante i suoi ultimi anni riuscì anche a convincere la sezione locale dell'American Association of University Women ad ammettere membri neri.
Visse abbastanza a lungo per vedere la decisione della Corte Suprema in Brown v. Board of Education, che stabilì incostituzionale la segregazione razziale delle scuole pubbliche. Terrell morì due mesi dopo, all'età di 90 anni, il 24 luglio 1954, nell'ospedale Anne Arundel di Highland Beach, nel Maryland. La settimana successiva la NACW avrebbe tenuto la sua riunione annuale nella città in cui viveva, Annapolis.

## Omaggi e riconoscimenti
- 1933 - Alla celebrazione del centenario dell'Oberlin College, Terrell fu inserita tra "I 100 laureati più notevoli" del college.[29]
- 1948 - Oberlin attribuì a Terrell il dottorato onorario in lettere umanistiche.[30]
- 1954 - La First Lady Mamie Eisenhower rese omaggio alla memoria di Terrell in una lettera letta alla convenzione NACW il 1 agosto, scrivendo: "Per più di 60 anni, i suoi grandi doni sono stati dedicati al miglioramento dell'umanità e ha lasciato una serie di risultati che è di grande esempio."
- 1975 - La casa di Mary Church Terrell nel quartiere LeDroit Park di Washington è stata nominata monumento storico nazionale.
- 2002 - Lo studioso Molefi Kete Asante inserì Mary Church Terrell nella sua lista dei 100 più grandi afroamericani.[31]
- 2009 - Terrell fu tra i 12 pionieri dei diritti civili commemorati in una serie di francobolli del servizio postale degli Stati Uniti.[32]
- 2018 - L'Oberlin College ha chiamato la sua biblioteca principale Mary Church Terrell Main Library.[33]
- 2020 - Terrell è stata inserita nella National Women's Hall of Fame.[34]

## Matrimonio e figli
Il 18 ottobre 1891, a Memphis, Church sposò Robert Heberton Terrell, un avvocato che divenne il primo giudice nero della corte municipale di Washington. La coppia si era conosciuta a Washington, poi avevano lavorato entrambi alla M Street High School, dove lui era preside.
Terrell e suo marito ebbero quattro figli di cui tre morti durante l'infanzia; la loro figlia Phyllis Terrell è stata l'unica a sopravvivere fino all'età adulta. Il suo nome è un omaggio a Phillis Wheatley. Successivamente i Terrell adottarono una seconda figlia, Mary.

## Pubblicazioni
- "Dovere della National Association of Colored Women to the Race", AME Church Review (gennaio 1900), 340-54.
- "Club Work of Colored Women", Southern Workman, 8 agosto 1901, 435–38.
- "Society Among the Colored People of Washington", Voice of the Negro (aprile 1904), 150–56.
- "Lynching from a Negro's Point of View", North American Review 178 (giugno 1904), 853–68.
- "The Washington Conservatory of Music for Colored People", Voice of the Negro (novembre 1904), 525-30.
- "Purity and the Negro", Light (giugno 1905), 19-25.
- " Paul Laurence Dunbar ", Voice of the Negro (aprile 1906), 271–77.
- " Susan B. Anthony, the Abolitionist", Voice of the Negro (giugno 1906), 411-16.
- "A Plea for the White South by a Colored Woman", XIX secolo (luglio 1906), 70-84.
- "Che cosa significa essere colorati nella capitale degli Stati Uniti", Independent, 10 ottobre 1906, 181–86.
- "An Interview with WT Stead on the Race Problem", Voice of the Negro (luglio 1907), 327-30
- "Peonage in the United States: The Convict Lease System and the Chain Gangs", Nineteenth Century 62 (agosto 1907), 306-22.
- Phyllis Wheatley – An African Genius, in Star of the West, vol. 19, n. 7, October 1928,  pp. 221-23. URL consultato il December 24, 2013. (vedi Phyllis Wheatley.)
- A Colored Woman in a White World (1940), autobiografia.
- "I Remember Frederick Douglass", Ebony (1953), 73-80.